# Rosario Martínez Muñoz
Rosario Martínez Muñoz (Barcelona, 13 de febrer de 1942) és una empresària barcelonina.

## Biografia
Nascuda a Barcelona, és llicenciada en Filologia per la Universitat de Barcelona (especialitat en llengua i cultura francesa, Gàl·liques) el 1977. Va cursar els seus estudis escolars i de batxillerat al Liceu Francès de Barcelona, complementats per un programa superior de dos anys en llengua i literatura franceses, la qual cosa li va permetre donar classes oficials de francès i comentari de text a instituts, a parvularis i també amb caràcter particular. El 1962 i fins al 1972, va ser professora de la Institució Cultural del CIC- Escola d'Idiomes, on impartia llengua i literatura francesa, anglès i comentari de text de temes d'actualitat.
L'any 1965 entra a treballar com a traductora en francès i anglès i atenció al client en el departament d'estrangers del Banco Coca, fins a l'any 1977. Paral·lelament, de 1968 a 1972 exerceix de professora de l'Eurocentros Instituto Mangold, on donava classes d'espanyol per a estrangers i francès per a espanyols. L'any 1973 es consolida com a professora d'adults en la preparació de persones més grans de 25 anys per a accés a la Universitat a l'Escola IPE, Iniciatives en Pedagogia i Educació. Es tractava de donar els coneixements necessaris a aquells persones que no havien pogut acabar els estudis i no disposaven de mitjans per poder entrar a la Universitat.
Després de 4 anys com a mestra, l'any 1977 assumeix la responsabilitat de ser cap d'estudis de l'Escola i pocs anys després, el 1982, adquireix l'escola, que passa a dir-se Iniciatives de Pedagogia Especialitzada (IPE), essent-ne propietària i directora fins al 1999. Del 2001-2007- col·labora amb l'Escuela Quijote, delegació del Instituto Cervantes per a la promoció i l'ensenyament de la llengua espanyola i la difusió de la cultura al món, com a professora de francès i espanyol per a estrangers, període en el qual també acull els estudiants -joves i adults- a la seva casa particular, en aplicació de l'estratègia pedagògica d'immersió en llengua, cultura i coneixement del país.

## Trajectòria
Traductora de francès a l'espanyol, els seus dots per a la recitació la van portar, en matèria d'Interpretació teatral, a actuar en diversos recitals oferts per l'Escola d'Art Dramàtica Adrià Gual, fundada l'any 1960 per Ricard Salvat i Maria Aurèlia Capmany -amb qui guardà estreta col·laboració- i que va significar una renovació del teatre d'aquell moment. També ha exercit el Periodisme cultural i la crítica de teatre, especialment durant el període 1972-1977 en revistes especialitzades (com ara el setmanari Canigó) i també en premsa.
Ha participat en conferències i congressos de la mà del Pen Club, Associació Internacional d'Escriptors de prestigi mundial. La seva vocació per la cultura l'ha portada a ser una dona activa en el seu barri, la Dreta de l'Eixample. Com recullen alguns diaris, Charo Martínez és una enamorada del seu barri i, per damunt de tot, amiga dels seus veïns. Com a tal, treballa per conservar el patrimoni i millorar l'entorn, però també per una bona convivència entre els veïns, amb mentalitat integradora i sempre mirant d'acostar comunitats de diferents orígens per a una bona convivència. Així, és coneguda per ser portaveu de l'entitat Associació de veïns Eixample Sostenible (AAVVES), des de la qual lluita per a la millora urbana, dels equipaments del barri i de la dinamització del comerç, entre altres qüestions, amb la voluntat que la col·laboració i mediació amb l'Ajuntament de Barcelona i les institucions aportin més qualitat per a la vida entre els veïns.
El febrer de 2015 va ser nomenada membre del Consell Assessor de l'Associació General de Dones Empresàries Xineses i Espanyoles.